# A.C. Castellana Calcio
Associazione Calcistica Castellana Calcio là một câu lạc bộ bóng đá Ý đến từ Castel Goffredo, Lombardy.

## Lịch sử
Câu lạc bộ được thành lập vào năm 1973.
Trong mùa giải 2004-05, câu lạc bộ đã được thăng hạng từ Eccellenza Lombardy sang Serie D.

## Màu sắc và huy hiệu
Màu sắc của nó là trắng và xanh. Trang phục sân khách là màu áo cam với quần short trắng.
Biểu tượng của Castellana bao gồm một tấm khiên với màu sắc của đội bóng, trong đó được đặt huy hiệu của đô thị địa phương.

## Sân vận động
Câu lạc bộ chơi các trận đấu trên sân nhà của mình tại "Stadio Comunale" của Castel Goffredo, nằm ở Svezia. Sân vận động, với một khán đài duy nhất, có 1500 chỗ ngồi và vừa mở rộng kích thích 105x65.